# Isla bonita
Isla bonita és una pel·lícula espanyola del 2015 dirigida per Fernando Colomo, i que va suposar per a ell un exercici de llibertat i independència creativa que va donar com a resultat una comèdia alhora lleugera i profunda, feta artesanalment. És protagonitzada pel mateix Colomo amb un grup d'amics no professionals que fan de si mateixos, i ha estat rodada a Menorca. Com la defineix el propi Colomo, és una comèdia de baix pressupost i "força incorrecta". Fou estrenada a la secció Zabaltegi del Festival Internacional de Cinema de Sant Sebastià 2015.

## Sinopsi
Fer és un director publicitari veterà i enamoradís que és convidat pel seu amic Miguel Ángel a Menorca amb el pretext de rodar un documental sobre Juan, el seu veí octogenari que cura del seu hort i és un pou de saviesa. Però com que la seva esposa Silvia ha convidat alhora a la seva mare i als seus nebots, col·loca fer a casa de Nuria, una atractiva escultora antisistema en conflicte permanent amb la seva filla adolescent Olivia.

## Repartiment
- Olivia Delcán... 	Olivia
- Fernando Colomo... 	Fer
- Nuria Román ... 	Nuria
- Miguel Ángel Furones... 	Miguel Ángel
- Lilian Caro ... 	Silvia
- Tim Bettermann ... 	Tim
- Lluís Marquès ... 	Lluís

## Premis i candidatures
Premis Goya
| Any  | Categoria              | Persona         | Resultat |
| ---- | ---------------------- | --------------- | -------- |
| 2016 | Millor actor revelació | Fernando Colomo | Nominat  |

Premis Sant Jordi de Cinematografia
| Any  | Categoria                   | Persona     | Resultat   |
| ---- | --------------------------- | ----------- | ---------- |
| 2016 | Millor pel·lícula espanyola | Isla bonita | Guanyadora |

Medalles del Cercle d'Escriptors Cinematogràfics de 2015
| Categoria               | Persona         | Resultat |
| ----------------------- | --------------- | -------- |
| Millor actriu revelació | Olivia Delcán   | Nominada |
| Millor actor revelació  | Fernando Colomo | Nominat  |

XXV Premis Turia
| Categoria               | Persona         | Resultat   |
| ----------------------- | --------------- | ---------- |
| Millor Actriu Revelació | Olivia Delcán   | Guanyadora |
| Millor Actor Revelació  | Fernando Colomo | Guanyador  |

Festival Internacional de Cinema de Santa Bàrbara
| Any  | Categoria          | Persona         | Resultat |
| ---- | ------------------ | --------------- | -------- |
| 2016 | Premi Nueva Visión | Fernando Colomo | Nominat  |